# Colegiul iezuit din Cluj

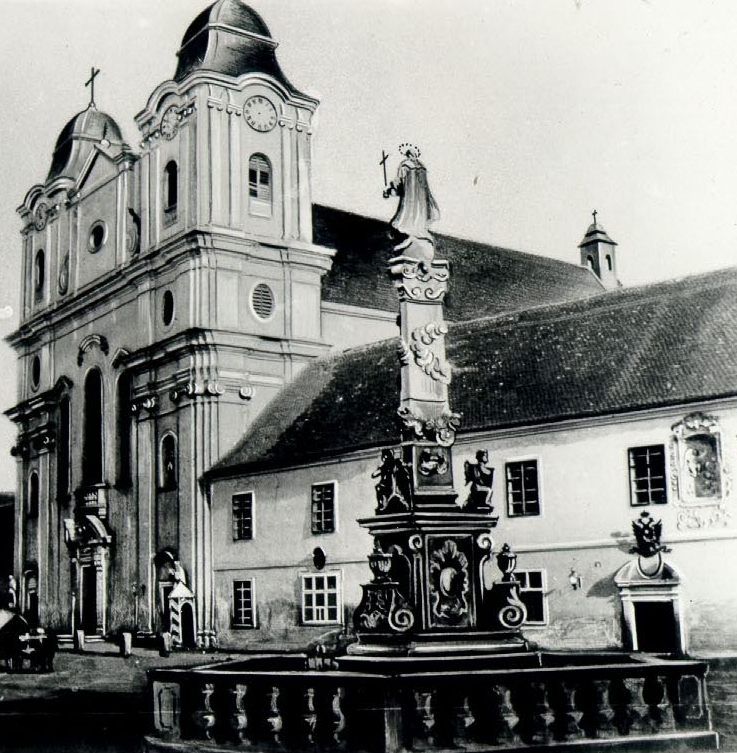
Biserica Iezuiților și Colegiul Academic (imagine istorică)

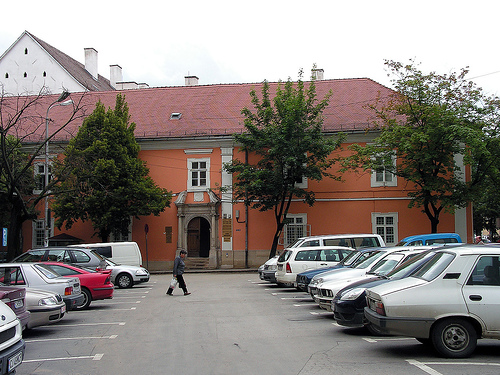
Convictus Nobilium, vechiul internat al universității

Colegiul iezuit din Cluj a fost înființat în anul 1581 de Ștefan Báthory, principe al Transilvaniei și rege al Poloniei. Acesta a chemat la Cluj mai mulți profesori iezuiți din Italia, Germania și Polonia, care au constituit Colegiul Academic (în latină Collegium Academicum Claudiopolitanum). Iezuiții au fost alungați în anul 1603, iar în 1698 au venit din nou, după restabilirea academiei. Instituția a cunoscut un avânt deosebit în secolul al XVIII-lea, când pe lângă biserică și universitate a fost construit un mare internat, intitulat Convictus Nobilium, în care au fost primiți studenți indiferent de originea lor etnică.   

## Istoric

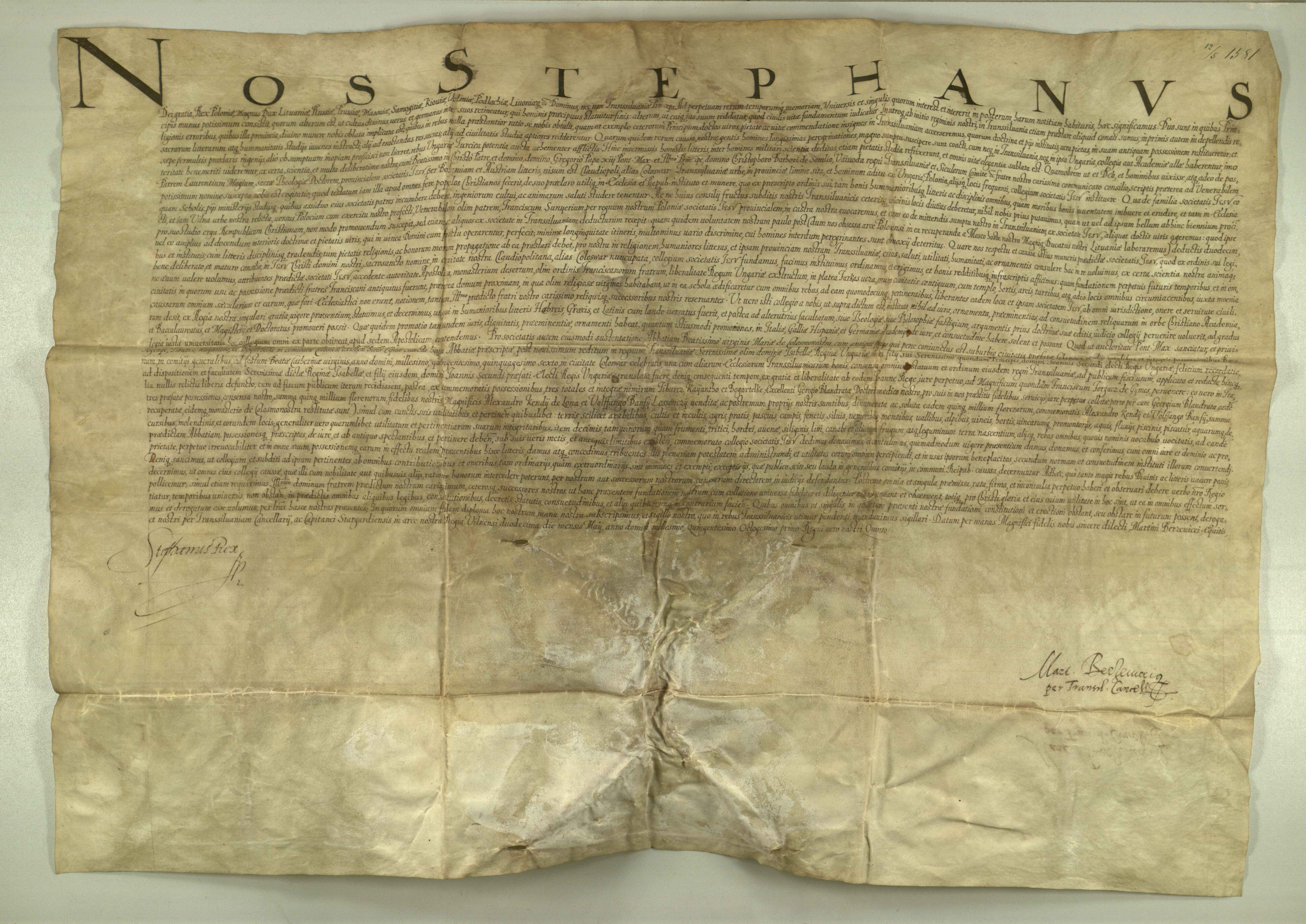
Diploma semnată de Stephan Bathory, datând din 1581, prin care stabilește Academia Claudiopolitană Societatis Jesu in Cluj, cu dreptul de a conferi titlurile universitare/academice de baccalaureus, magister și doctor.

Coperta cărții din 1742 scrisă de Andreas Matis și intitulată Peregrinus Catholicus de peregrina unitaria religione, din care reiese faptul că la acea vreme Academia Claudiopolitană era denumită Universitatas Claudiopolitana.

Diploma de fondare a Colegiului Academic din Cluj (Academia Claudiopolitana Societatis Jesu) a fost emisă de regele Ștefan Báthory la Vilnius în data de 12 mai 1581. Academia Claudiopolitană avea, prin diploma regală de fondare, statut de universitate, putând conferi titlurile universitare de baccalaureus, magister și doctor, în cele două facultăți: filosofie (3 ani), urmată de teologie (4 ani). Demersurile pentru înființarea acestei academii au fost făcute de diplomatul italian Antonio Possevino. Primul rector al colegiului (rector academicus) a fost Jakub Wujek, filolog, care anterior fusese primul rector al nou înființatei Universități din Vilnius. Al doilea rector, numit în 1585 pentru stingerea conflictului dintre gruparea din jurul rectorului Wujek și cea din jurul profesorului István Szántó⁠(en)[traduceți], a fost iezuitul italian Ferrante Capeci.
Universitatea a funcționat în această primă perioadă pe lângă Biserica de pe Ulița Lupilor. Pentru asigurarea bazei materiale de funcționare, Universității din Cluj i-au fost acordate veniturile Mănăstirii de la Cluj-Mănăștur, cu șase sate. Instituția număra în anul 1585 mai mult de 180 de studenți. În anul 1603, în contextul ocupării orașului de către Moise Szekely, iezuiții au fost alungați, iar bunurile lor devastate. O mulțime furioasă a pătruns în data de 9 iunie 1603 în clădirea colegiului, unde revoltații l-au ucis pe călugărul italian Emmanuel Neri. Rectorul Giovanni Argenti și ceilalți profesori s-au refugiat la cetatea de la Gurghiu, de unde au fugit pe 12 iulie 1603 în Polonia. Universitatea a fost închisă în 1606.
Curtea de la Viena a restabilit universitatea în data de 17 noiembrie 1698. Din 1712 rectorul instituției a fost abilitat să poarte titlul de rector magnificus. În anul 1713 a văzut lumina tiparului Fundatores Academiae Transsilvaniae Claudiopoli, o lucrare despre bazele învățământului superior clujean. Dezvoltarea academiei a făcut ca și numele să fie schimbat în Universitas Claudiopolitana (vezi coperta cărții Peregrinus Catholicus de peregrina unitaria religione, scrisă de Andreas Matis și publicată în 1742). Din 1745 până în 1750 funcția de rector a fost deținută de Ján Berzevici. În 1753 a fost reorganizată ca universitate imperială, crescând rolul statului și reducându-se rolul iezuiților. 
După desființarea ordinului iezuit, în 1773, universitatea a intrat o vreme sub controlul unic al statului, iar apoi, din 1776, și sub controlul călugărilor piariști. În 1776 Universitas Claudiopolitana, cu predate în latină și germană, a atins maximum de dezvoltare în cele patru facultăți clasice: filosofie (din 1581), urmată de teologie (din 1581, reorganizată în 1712/1767), drept (din 1764) și medicină (din 1775/1776). După 1786 Universitas Claudiopolitana se transformă într-o instituție de învățământ superior semiuniversitar (formând specialiști la nivel de baccalaureus/magister, dar nu doctor și făcând legătura între învățământul secundar și cel universitar), din care, prin reorganizarea din 1850, supraviețuiesc două instituții semiuniversitare: Institutul Medico-Chirurgical și Academia de Drept (desființată în 1850, dar refondată în 1863). Aceste două instituții de învățământ superior semiuniversitar au fost incluse în anul 1872 în Universitatea Franz Joseph din Cluj.

## Corpul profesoral
Academia iezuită din Cluj avea șapte profesori, la care se adăuga rectorul. Între profesori s-a remarcat Maximilian Hell, titularul catedrei de matematică, cel care a înființat la Cluj primul observator astronomic.
În 1776, după desființarea ordinului iezuit, sub auspiciile împărătesei Maria Terezia, conducerea universității a fost preluată de ordinul piariștilor, iar predarea s-a făcut în limbile germană și latină. În anul 1786 universitatea a fost transformată într-o insituție semiuniversitară, cu pregătire la nivel de baccalaureus și magister, sub numele de Liceu Academic Regal (Lyceum Regium Academicum).